# Pattada
Pattada – miejscowość i gmina we Włoszech, w regionie Sardynia, w prowincji Sassari.
Według danych na rok 2019 gminę zamieszkiwało 2984 osób, 21 os./km².  Graniczy z Benetutti, Buddusò, Bultei, Nughedu San Nicolò, Nule, Oschiri, Osidda i Ozieri.
Miejscowość jest słynna z produkcji noży, po sardyńsku zwanych resolza.